# Zarenglocke

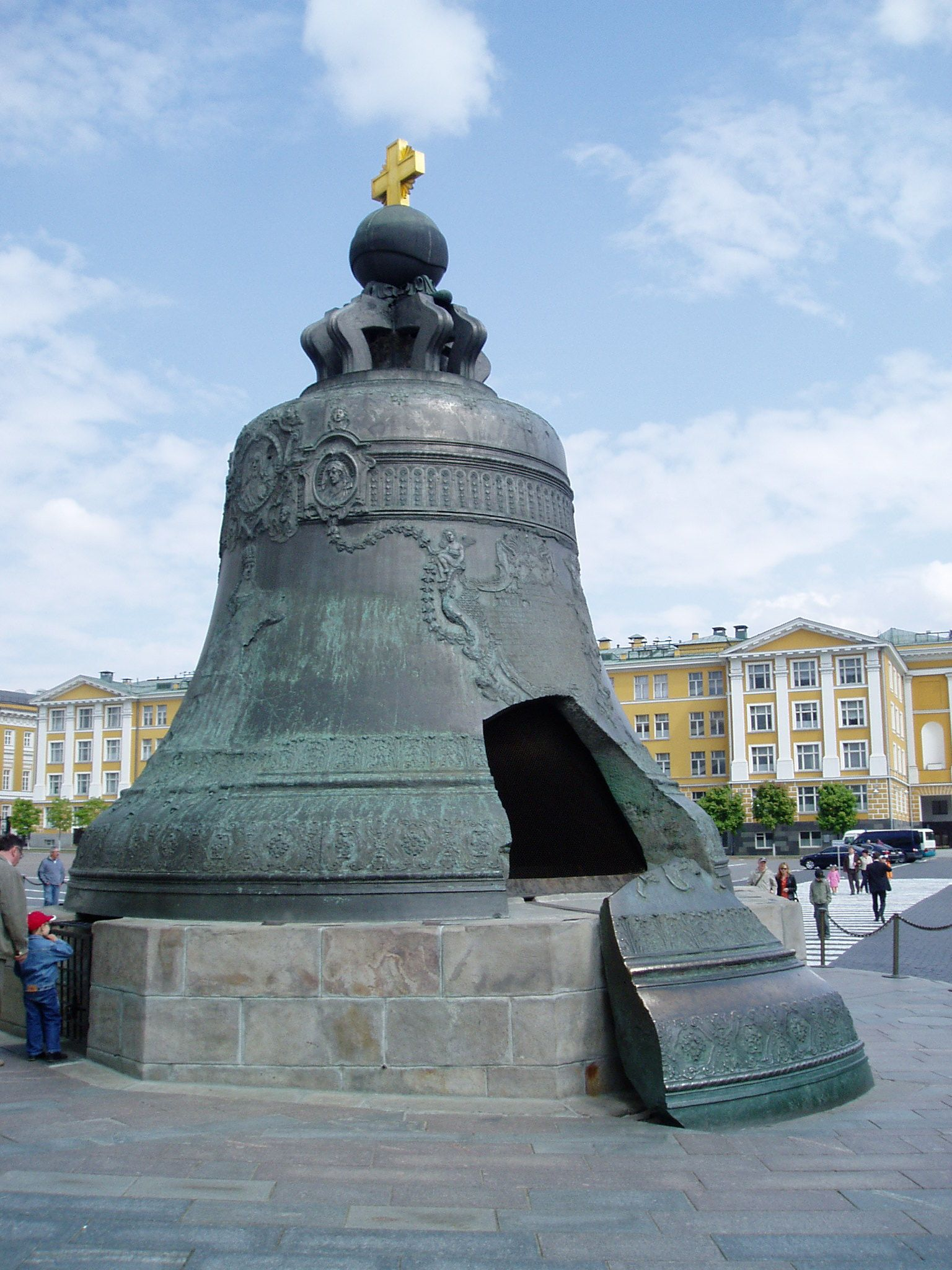
Zarenglocke

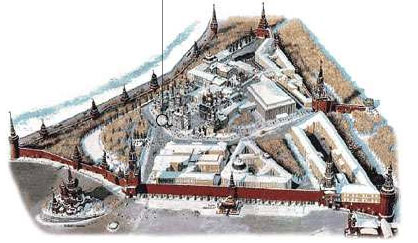
Lage im Kreml

Die Zarenglocke (russisch Царь-колокол / Zar-kolokol) ist eine historische Glocke, die im Moskauer Kreml ausgestellt ist. Sie wurde im Jahre 1735 gegossen und gilt als eine der größten und schwersten bis heute erhaltenen Glocken weltweit. Die Zarenglocke wurde nie geläutet, sie steht seit 1836 als Sehenswürdigkeit auf einem achtkantigen Sockel und zählt zu den wichtigsten Touristenattraktionen innerhalb des Kremls.
Sie ist nicht zu verwechseln mit der alten (64 t, 18. Jh.) und neuen (72 t, 2004) läutbaren Zarenglocke im Dreifaltigkeitskloster von Sergijew Possad.

## Allgemeine Beschreibung
Die Zarenglocke steht am Iwanplatz des Moskauer Kremls, zwischen dem Glockenturm Iwan der Große und dem zur südlichen Kremlmauer und zum Moskwa-Ufer hin führenden Geheimgangsgarten. Die bronzene Glocke ist 6,14 Meter hoch sowie bis zu 61 cm dick und weist einen Durchmesser im unteren Teil von 6,60 Metern sowie ein Gewicht von 201.924 kg auf. Als die Glocke erstmals aus der Gießgrube an die Erdoberfläche gehoben wurde, brach ein rund 11.500 kg schweres Stück aus der Glocke heraus (zum Vergleich: 11.450 kg ist das Gesamtgewicht der Gloriosa im Erfurter Dom) und steht heute neben dem Sockel. Letzterer stammt aus dem Jahr 1836 und ist nach einem Entwurf des bekannten französischen Architekten Auguste de Montferrand gestaltet. Er besteht aus Ziegeln, die zusätzlich mit Eisenklammern verhakt sind, und ist außen mit weißem Kalkstein verkleidet. Im Inneren des Sockels findet sich auch der etwa fünf Meter lange Klöppel der Zarenglocke.
Mit ihren gewaltigen Ausmaßen gehört die Zarenglocke nicht nur zu den größten Exemplaren ihrer Art weltweit, sondern stellt auch ein wichtiges Denkmal der russischen Gusstechnik des frühen 18. Jahrhunderts dar. In dieser Funktion ergänzt sie die nur etwa 100 Meter entfernt stehende Zarenkanone, die ebenfalls nie ihrem eigentlichen Zweck entsprechend zum Einsatz gekommen ist.
Ein weiteres markantes Merkmal der Glocke neben ihren Dimensionen sind ihre zahlreichen Verzierungen, welche die Glocke auch zu einem Denkmal der angewandten Kunst des 18. Jahrhunderts machen. Bei den reichhaltigen Reliefdarstellungen an allen Seiten der Glocke handelt es sich um Ornamente mit stilisierten barocken Pflanzen- und Engeldarstellungen sowie um ovale Medaillons mit Heiligenbildnissen. Ergänzt werden sie durch Motive aus russischer Heraldik sowie annähernd lebensgroße Ganzkörperabbildungen der Kaiserin Anna Ioannowna (in deren Herrschaftszeit die Zarenglocke entstand) und des Großfürsten Alexei Michailowitsch (aus dessen Herrschaftszeit die Glocke stammt, aus deren Resten später die Zarenglocke gegossen wurde). Diese Zarenabbildungen gaben der Glocke auch ihren Namen. Der Reichsapfel als Großmachtsymbol an der Glockenspitze mit dem oberhalb angebrachten vergoldeten Kreuz stammt, ebenso wie der Sockel, aus der Zeit als die Glocke bereits auf die Erdoberfläche gehoben wurde.
Unter dem Ornament mit der Darstellung der Kaiserin Anna sieht man eine eingegossene Aufschrift aus der Entstehungszeit der Glocke. Dort heißt es wörtlich: „Gegossen hat diese Glocke der russische Meister Iwan Fjodors Sohn Motorin mit seinem Sohn Michail Motorin“.

## Geschichte

### Vorgeschichte
Die Geschichte des russischen Glockengießerhandwerks geht bis ins 10. Jahrhundert zurück. Bis heute erhalten sind aber nur einige Exemplare aus dem 16. Jahrhundert, als die Herstellung großer Glocken im russischen Zarentum sowohl von der Menge als auch der Technik her ihren Höhepunkt erreichte. Dabei beschränkte sich der Verwendungszweck der Glocken im mittelalterlichen und frühneuzeitlichen Russland nicht aufs Einläuten von Gottesdiensten, sondern das Glockengeläut diente beispielsweise auch als Ankündigung wichtiger Staatsakte, Feierlichkeiten, aber auch als Alarmsignal bei militärischen Angriffen oder Bränden.

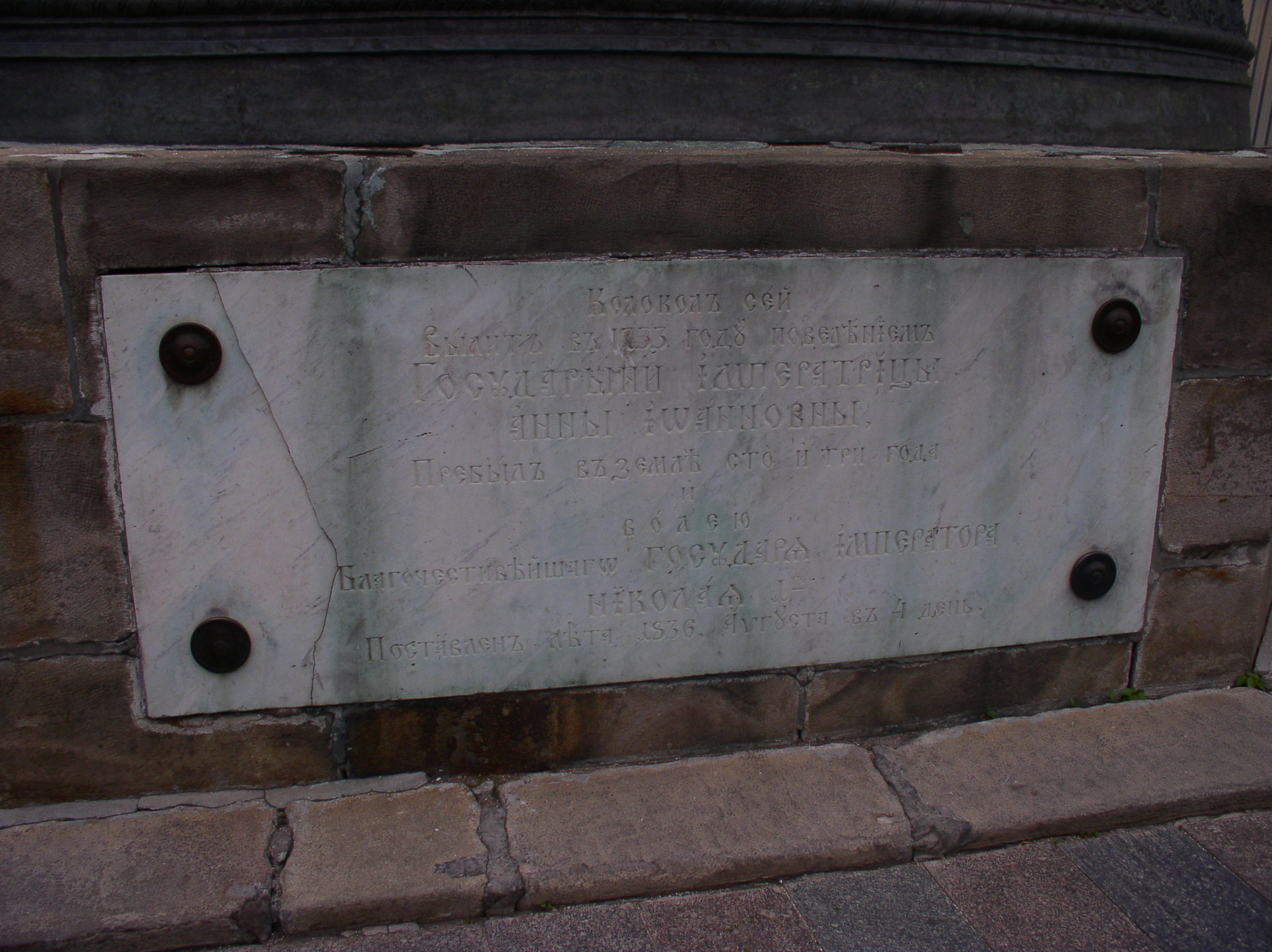
Marmorne Gedenktafel am Sockel der Zarenglocke (aufgestellt 1836). Auf ihr wurde als Anfertigungsdatum der Glocke fälschlich das Jahr 1733 statt 1735 angegeben

Zu den größten in Russland gegossenen Glocken des 16. Jahrhunderts gehörte auch die erste Vorgängerin der heutigen Zarenglocke, die als Große Uspenski-Glocke (Большой Успенский колокол) bezeichnet wurde. Sie wurde 1599 fertiggestellt und wies mit fast 18.000 kg ein für die damalige Zeit ungewöhnlich hohes Gewicht auf: Zum Bewegen des Klöppels beim Läuten waren mindestens 24 Mann notwendig. Diese Glocke hing an einem hölzernen Glockenturm des Kremls bis Mitte des 17. Jahrhunderts, als sie bei einer Feuersbrunst abstürzte und in Teile zerbrach. Wenige Monate später wurden die Reste der Glocke eingeschmolzen und daraus eine neue Glocke mit einem Gewicht von rund 130.000 kg gegossen, die jedoch schon beim ersten Schlag des Klöppels zu Bruch ging.
1655 unternahm ein junger Gießermeister namens Alexander Grigorjew einen erneuten Versuch, eine von den Ausmaßen her riesige Glocke zu gießen, und verwendete hierfür wiederum Stücke der vorherigen Glocke. Dieses neue Erzeugnis wog mit knapp 200.000 kg fast so viel wie die bis heute erhaltene Zarenglocke. Sie blieb bis 1701 im Einsatz, als sie bei einem abermaligen Großbrand im Kreml abstürzte und in viele kleine Teile barst. Diese Teile wurden unter Hinzufügung größerer Mengen an Kupfer sowie von 525 kg Silber und 72 kg Gold für die Herstellung der heutigen Zarenglocke verwendet.

### Entstehung
Die Vorbereitungen für das Gießen der heutigen Zarenglocke begannen jedoch erst im Jahre 1730 auf Initiative der damaligen Zarin Anna Ioannowna, die mit dem Vorhaben vermutlich vor allem einen neuen Rekord aufstellen lassen wollte und die Gießarbeiten mit einem entsprechenden Erlass genehmigte. Mit der Ausführung wurde der Gießermeister Iwan Motorin (* um 1665, † 1735) beauftragt, der bereits im Jahre 1702 eine 50.000 kg schwere Glocke für den Glockenturm Iwan den Großen angefertigt hatte. Dieser leitete die Gießarbeiten. Die Ornamentierung der fertigen Glocke ist hingegen ein Werk des eher wenig bekannten Bildhauers Fjodor Medwedew.
Die Vorbereitungsarbeiten dauerten mehrere Jahre und umfassten unter anderem das Ausheben einer zehn Meter tiefen Gießgrube (unweit des heutigen Standorts der Glocke), in der das geschmolzene Metall in eine Tonform fließen sollte, sowie das nicht immer leichte Beschaffen des Metalls und das Einholen behördlicher Genehmigungen. Ende November 1734 wurde ein erster Gussversuch unternommen. In speziell aufgebauten Schmelzöfen wurden über 100.000 kg Metall, einschließlich der Reste der alten Uspenski-Glocke, eingeschmolzen. Dieser erste Versuch schlug jedoch fehl, nachdem die überhitzten Wände und Böden der Öfen teilweise leck schlugen und größere Mengen Metalls ausgelaufen waren.
Die Vorbereitungen für einen erneuten Schmelzvorgang fingen alsbald an und dauerten mehrere Monate, wobei Iwan Motorin im August 1735 überraschend verstarb, ohne seine Zarenglocke je erblickt zu haben. Den Hauptteil der Arbeiten übernahm daraufhin sein Sohn Michail. Am 25. November 1735 gelang schließlich im zweiten Anlauf das Einschmelzen des Materials und das Einlaufenlassen in die Form. Sämtliche Ornamentierungsarbeiten an der fertigen Oberfläche der Glocke wurden einige Monate nach deren Gießen begonnen und dauerten noch bis 1737.

### Geschichte der Glocke nach der Fertigstellung

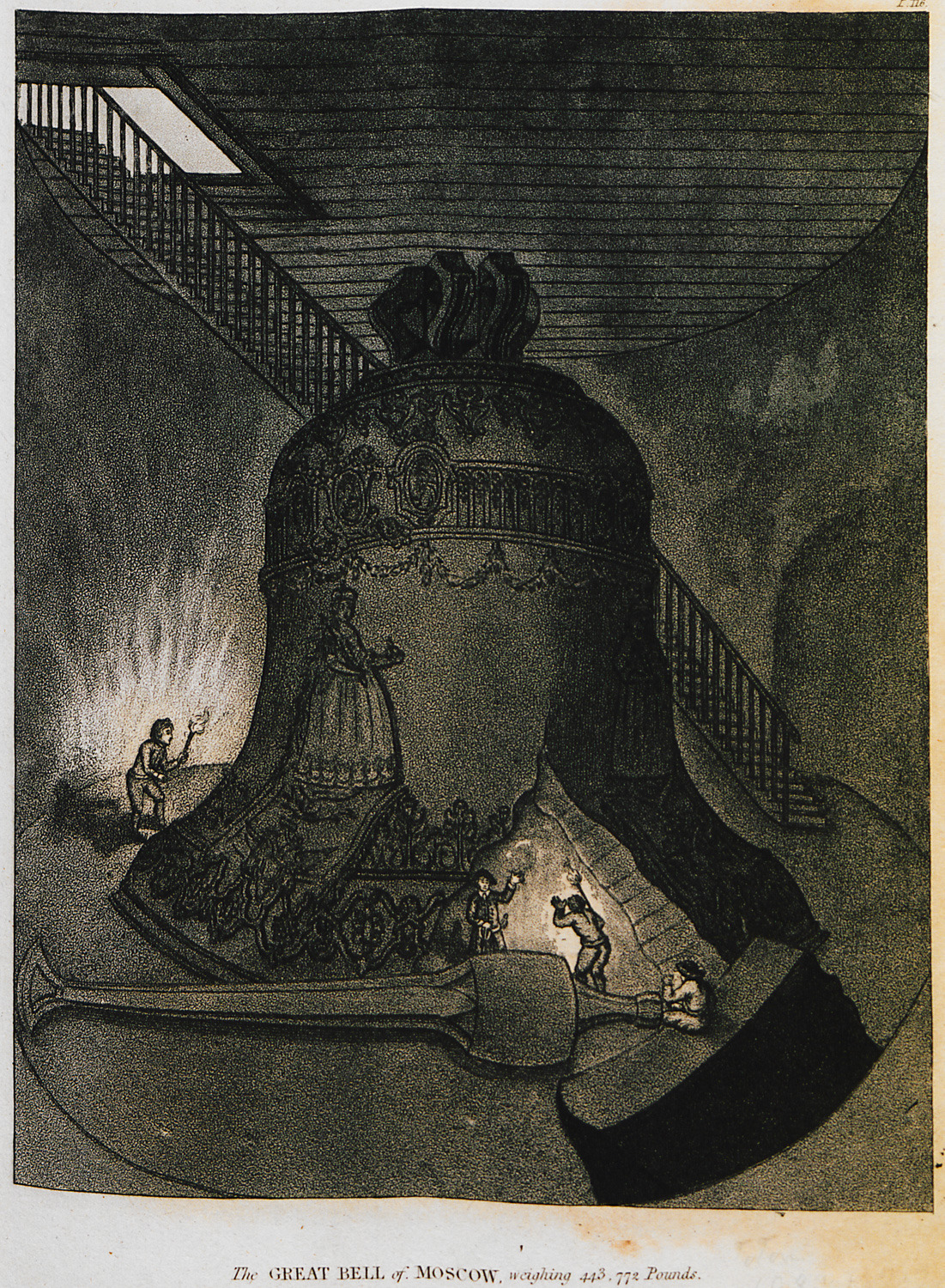
Zarenglocke in der Grube (um 1810)

Noch bevor die letzten Ornamentierungsarbeiten abgeschlossen werden konnten und die fertige Glocke aus der Grube zu heben war, ereignete sich im Mai 1737 im Kreml ein Großbrand, dem vor allem die verbliebenen hölzernen Bauwerke zum Opfer fielen. Mit ihnen wurden auch die aus Holz errichteten Konstruktionen zum Hochheben der Zarenglocke vom Feuer erfasst und fielen brennend auf die Glocke herunter. Als kaltes Löschwasser auf die inzwischen glühend heiße Glocke gelangte, zersprang diese aufgrund des extremen Temperaturunterschieds, wodurch sich von ihr ein 11,5 Tonnen schweres Stück abspaltete. Dies gilt auch als wahrscheinlichste Ursache für die Beschädigung der Zarenglocke, die auch an mehreren anderen Stellen sichtbare Risse davontrug.

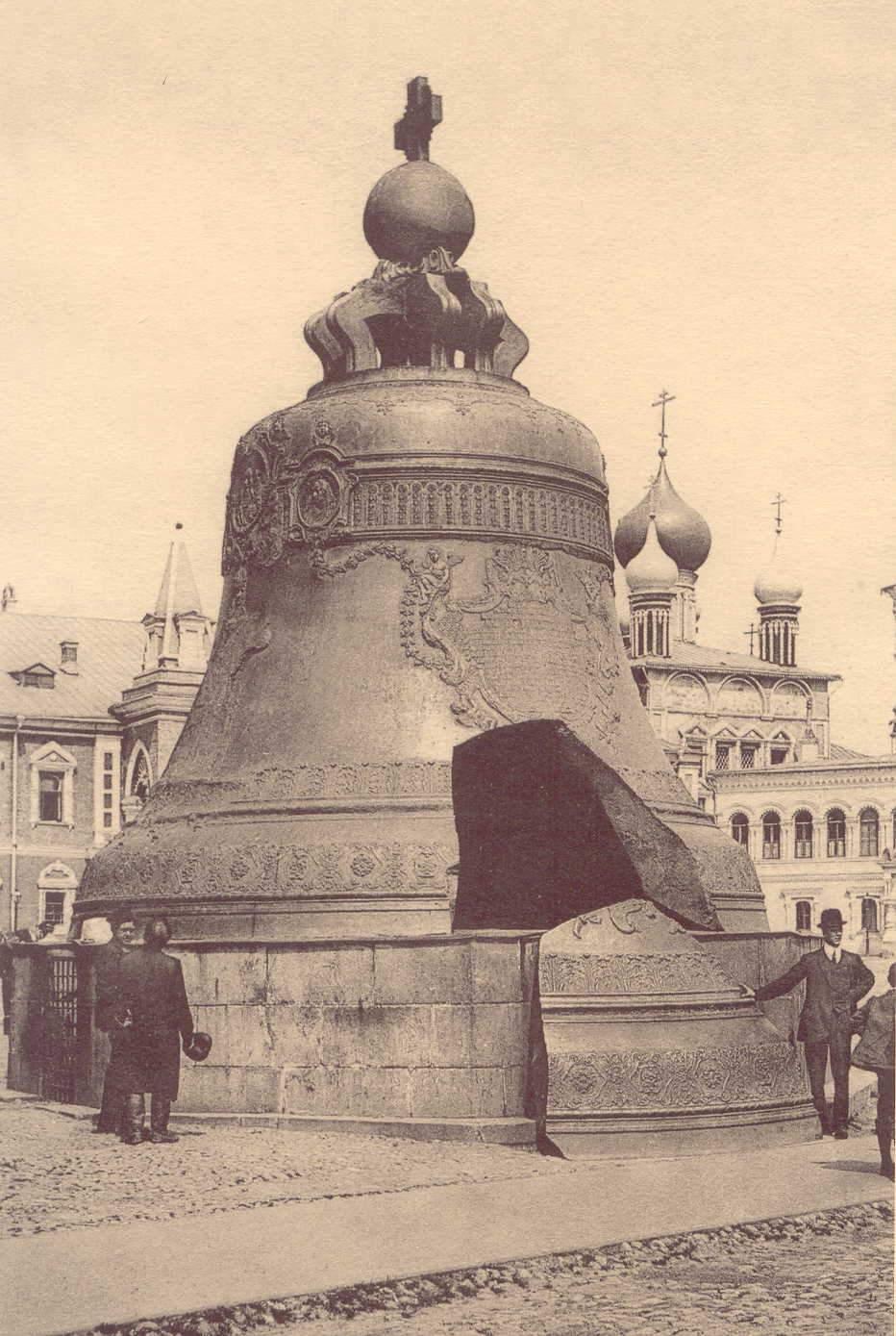
Zarenglocke im 19. Jahrhundert

Nach dem Feuer wurde von Gusstechnikern eine Vielzahl von Entwürfen zur Restaurierung der Glocke vorgeschlagen, die jedoch aus verschiedenen Gründen (oft schlichtweg aus Geldmangel) verworfen wurden. So kam es, dass die Glocke jahrzehntelang in der Grube verblieb. Dort war sie auch während des Krieges gegen Napoléon des Jahres 1812. Damals wollte Napoléon Bonaparte nach der Eroberung Moskaus die Glocke als Trophäe nach Frankreich überführen, doch scheiterte auch dieses Vorhaben an dem gewaltigen Gewicht und an den damit verbundenen logistischen Problemen.
Erst einige Jahre nach dem Krieg wurde im Zuge des umfassenden Wiederaufbaus des Kremls und Moskaus das Hochheben der Zarenglocke wieder in Angriff genommen. Es sollte aber noch über 20 Jahre dauern, bis ein erster Versuch unternommen wurde: Im Sommer 1836 ließ der französische Architekt Auguste de Montferrand (der später den Steinsockel zur Glocke erschuf) eine aufwändige Hebekonstruktion aufbauen, die unter dem Einsatz hunderter Arbeiter und Soldaten, die an einer Vielzahl von an der Glocke befestigten Seilen zogen, funktionieren sollte. Nachdem sich diese Konstruktion jedoch als viel zu instabil für das Gewicht der Glocke erwiesen hatte, musste der Versuch unterbrochen werden. Erst im zweiten Anlauf, der am 23. Juli 1836 eingeleitet wurde, konnte die Glocke hochgehoben und auf eine speziell angefertigte hölzerne Wagenkonstruktion umgelegt werden. Drei Tage später wurde die Zarenglocke auf dem Sockel aufgestellt, auf dem sie sich bis heute befindet.